# 那須塩原市図書館
那須塩原市図書館（なすしおばらしとしょかん）は、栃木県那須塩原市本町にある、公立図書館。愛称はみるる。森をテーマとして設計され、まちのにぎわい創出の拠点施設として、「人が育つことでまちを育てる」という新しい発想の公共図書館となることを目指している。
JR東北本線黒磯駅に隣接し、同線および東北新幹線に沿って建つ。図書館の敷地は市有地で、図書館建設前は臨時駐車場であった。敷地面積は4,011.49 m2、建築面積は3,078.21 m2（建ぺい率76.73%）、延床面積は4,967.69 m2（容積率120.51%）で、鉄骨構造地上2階建てである。

## 建築
建築設計事務所であるUAo（Urban Architecture office）の設計、および石川・生駒・万特定工事共同企業体の建築施工による。設計コンペには150の応募があり、2016年（平成28年）3月にUAoが選ばれた。主担当はUAoのCEO・伊藤麻理である。伊藤は地元の栃木県立黒磯高等学校の卒業生であり、コンビニエンスストアと公園しかたまり場がなかったという自身の高校時代の経験を踏まえ、市主催のワークショップで高校生を含めた市民の声を収集し、設計に反映した。そこから、本を貸し出すだけの静かな図書館は時代遅れであると考え、会話を通して学びを促す賑やかな図書館を志向した。
全体の設計コンセプトは「言葉の森」である。1階はアーバントレイルを中心軸として、市民の交流や活動の創出を意図しているのに対し、2階は静かに読書できる空間としている。
館内
| 階  | 主な施設         | 主な施設 |
| --- | ---------------- | --- |
| 2階 | 那須塩原市図書館 | 開架エリア、アクティブラーニングスペース、スタディスペース、閉架・集密書庫、テラス                                 |
| 1階 | 那須塩原市図書館 | こどものもり（児童図書）、森のポケット、カフェ、ニュースエリア、会議室、展示室、ラボ、ホール、森のポケット、事務室 |
| 1階 | その他           | 行政窓口（とちぎ結婚支援センター那須塩原）、駅前観光案内所（関東自動車黒磯駅前定期センター）                       |

1階と2階を結ぶ階段には、途中に椅子を設けて居場所を作っている。階段の表面は左官仕上げで、大谷石が骨材に使用された。南側の階段は多世代交流を意図して、アクティブラーニングスペースと接続させている。アクティブラーニングスペースも階段状になっており、椅子は設置されているが、床に座っても良い。

### 建設背景
黒磯駅は、東北本線の要衝として、また、リゾート地・那須高原への玄関口として活気が満ちていたが、後者の役割は1982年（昭和57年）の東北新幹線開業に伴い、那須塩原駅へ移った。モータリゼーションの進展と郊外への大型店進出による都市機能の拡散、それに伴う中心市街地の衰退 も課題となっていた。黒磯駅前の事業者は、2007年（平成19年）に黒磯駅前活性化委員会（後に「えきっぷくろいそ」に改称）を立ち上げてイベント開催による活性化を図ったり、まちづくり市民投票を行って活性化のアイディアを募ったりした。那須塩原市も2014年（平成26年）度に国土交通省の都市再生整備計画事業（旧まちづくり交付金）を利用した黒磯駅前の賑いの再生を計画し、その拠点施設の1つとして図書館を建設することにした。計画段階では、駅前図書館を仮称としていた。
駅を中心とした地域交流と人口集積を図るため、駅前広場も併せて整備することになった。みるるの特徴的な三角形を組み合わせた屋根のデザインが、駅前ロータリーや駅前広場（森の広場）の上屋にも採用されている。また、駅前広場と一体的に利用することを想定し、図書館北側に100人程度を収容する多目的ホール「みるるホール」を設置した。
那須塩原市は、みるるの建設と同時に、那須塩原市まちなか交流センター（くるる）の建設や電線類地中化を並行して進め、コンパクトシティを目指している。また、先行するアートプロジェクト・ART369 PROJECTとみるるの相乗効果による市民の文化力向上や交流人口の拡大も期待されている。

### 屋根・天井
屋根は三角形を組み合わせた構造をしており、設計者の伊藤は「リーフライン」と呼んでいる。それぞれの三角形は形状や勾配が異なっており、館内から天井を見上げると、森の中で木々を見上げたように感じられる。天井は鉄骨の架構で支えており、屋根の勾配は雨水を建物の外周に流すように計算されている。構造設計を担当した金箱構造設計事務所の金箱温春は、地方の建設会社や鉄骨製作会社でも造りやすく費用も抑えられるよう、屋根のH形鋼の梁と鋼管柱の接合部を基本的にピン接合とし、剛接合を極力減らして簡素化した。
単板積層材（LVL）でできた天井のルーバーは、三角形の形状・勾配に関わらず、すべて同一方向に揃えている。ルーバーから差し込む光は木漏れ日をイメージしている。
天井に勾配を付けることで、天井の高いところは賑いの場、低いところは静かで落ち着く場を創出し、緩やかに空間を区切っている。夜間には、天井が館内の光を反射して、駅前広場を照らし出す。

### アーバントレイル

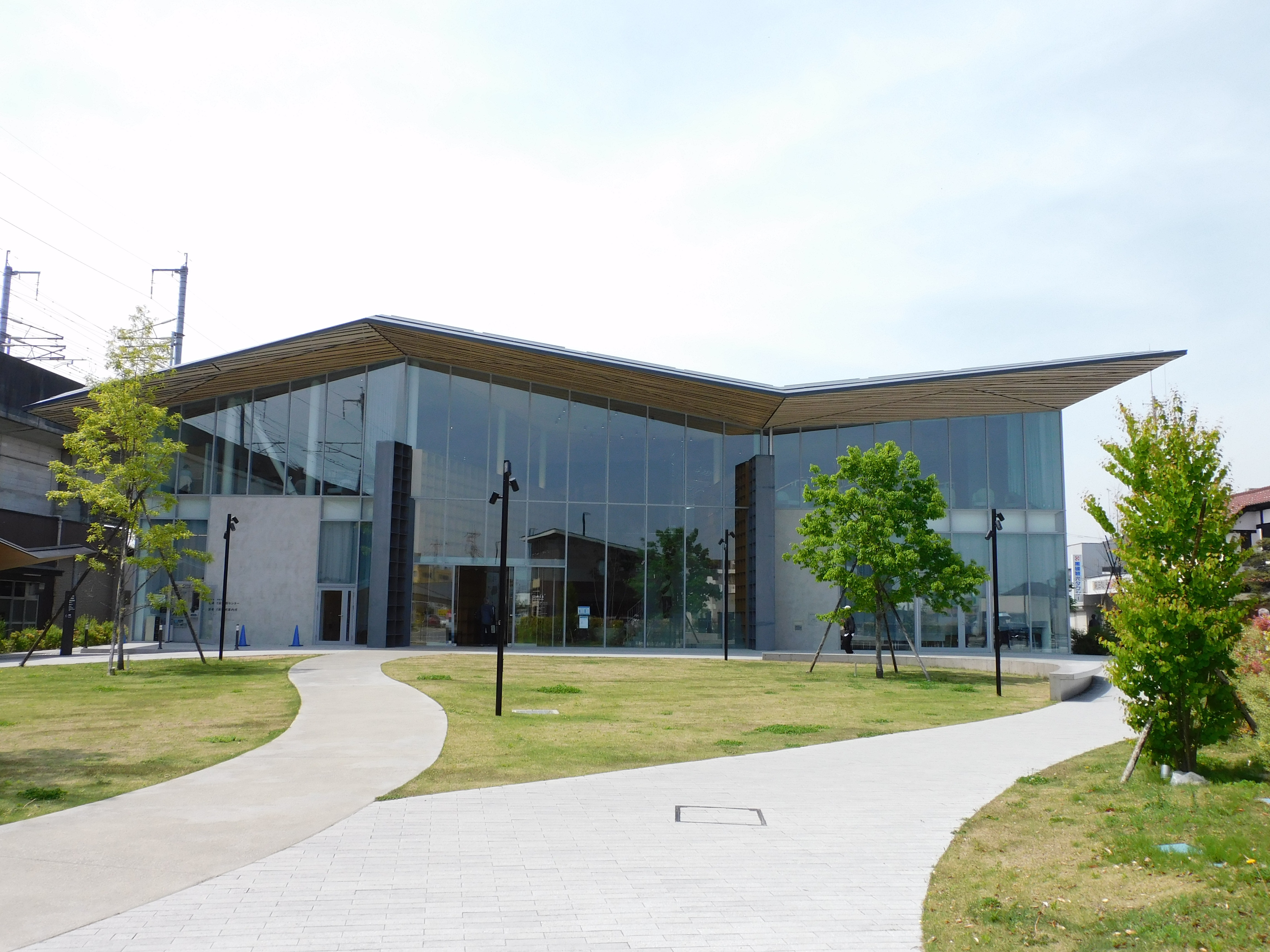
図書館から駅前広場に続くアーバントレイル

1階部分を南北に貫く通路は、アーバントレイル「みるるアベニュー」と命名されている。トレイルの南端はまちなかの交差点に、北端は黒磯駅前に通じており、市民や高校生の生活動線を図書館に引き込む、言い換えれば、図書館に用がなくても市民や高校生が通り抜けるのに利用する、というコンセプトで設置された。トレイルを往来することで、交流や活動が生まれることが期待されている。気軽に入館できるよう、図書の盗難防止システムを入り口に設置しなかった。
トレイルの両側には、カフェ・ギャラリー・ラボ・ニュースエリア・こどものもり（児童図書コーナー）・「森のポケット」などが配置されている。森のポケットは、木立の中に空が開け、光が注ぐポケット状の空間をイメージしている。約7 mの書棚に両脇を挟まれ、2層吹き抜けのガラス張りの窓に面している。窓にかけられたカーテンは、ベルギーを拠点に活動する本郷いづみが手掛けた。森のポケットはアーバントレイルの各所に配置し、たまり場を創出した。

### 本棚
1階の本棚は60×48 cmを基本とした箱を多数組み合わせたもので、森の中で木立の間から先を見通すかのように、棚の隙間から視線が抜けるようにしている。外から見られることを意識し、本棚をハの字形に配置している。1階に配架する本は「ローカル」と「リアルタイム」をテーマとしており、ブックディレクターの幅允孝や図書館員が選書した本を飾るように置き、本の詰まっていない棚が多い。また、本から抜き出した1文が随所にディスプレイされている。
2階の本棚は中央のブラウジングコーナーを中心に、放射状に配置している。日本十進分類法に沿って並んでおり、ブラウジングコーナーに立って周囲を見渡せば、目的の本にたどり着けるようにしている。本棚は背を低く抑えられ、表紙が見えるように置かれている本が多い。ブラウジングコーナーを賑いの場として、端の方へ行くほど静かになるように工夫されており、窓際の席は1人でくつろげるスペースとなっている。

### 評価
2021年（令和3年）にグッドデザイン賞、栃木県マロニエ建築賞、Design Educates Awards、日事連建築賞優秀賞、AACA賞優秀賞を受賞した。また、木住野彰悟が主に担当した館内のサイン は、2021年（令和3年）度の日本サインデザイン賞銅賞 およびDesign for Asia Award（アジアデザイン賞）銀賞 を受賞した。2024年には、日本建設業連合会が主催する第65回BCS賞を受章した。

### 旧館
旧黒磯市図書館・那須塩原市黒磯図書館は黒磯駅から2 km離れた末広町53-43（旧住所：豊浦53-43、北緯36度58分06.90秒 東経140度02分51.47秒 / 北緯36.9685833度 東経140.0476306度）にあった。鉄筋コンクリート構造2階建てで、敷地面積は2,973 m2、延床面積は1,575.31 m2であった。1階に一般開架・児童開架・書庫・事務室など、2階にレファレンス室・視聴覚室・郷土資料室・読書室・会議室などを配置していた。

## 歴史

### 旧館（1985-2020）

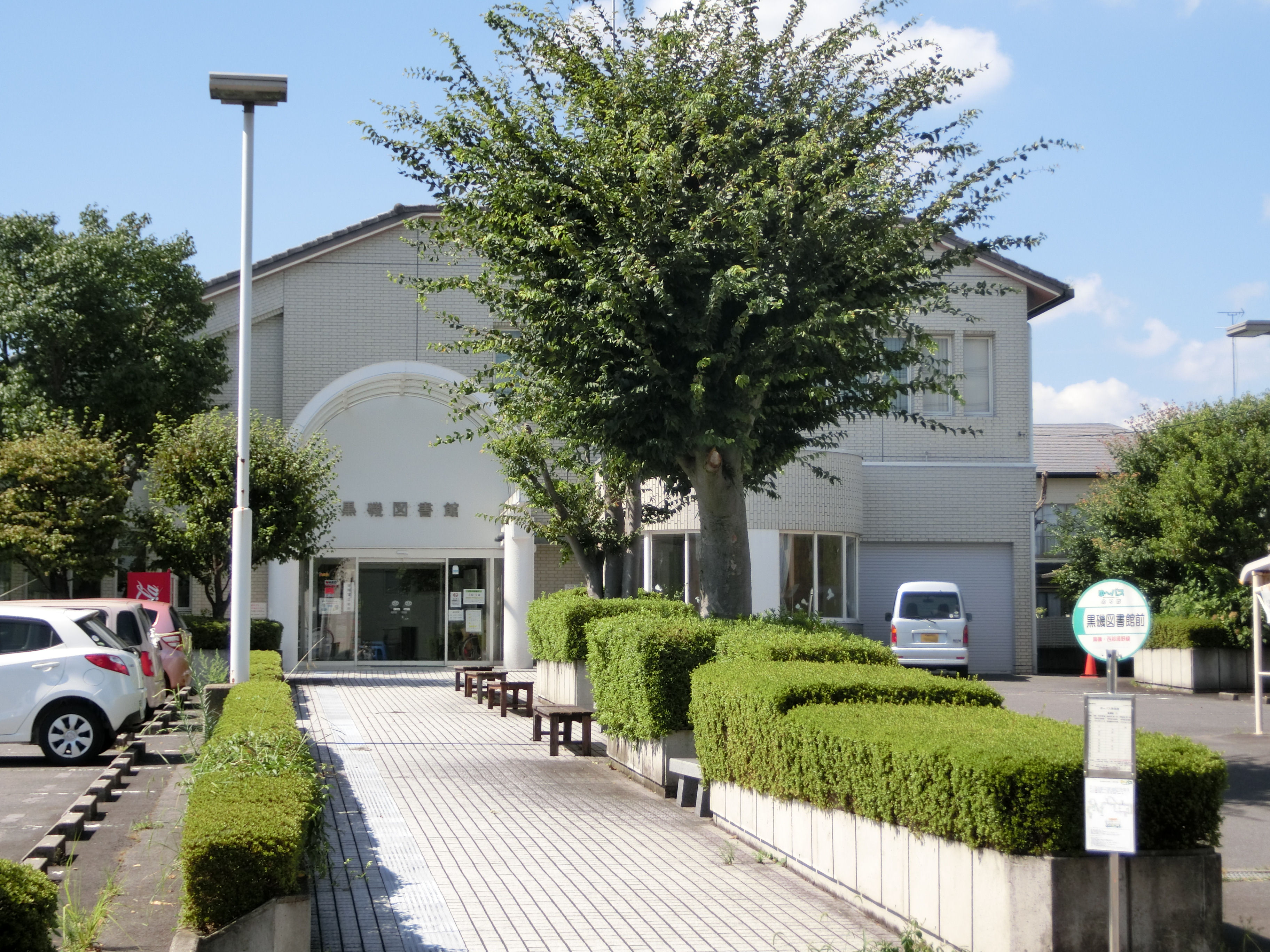
黒磯図書館（2016年）

1985年（昭和60年）、黒磯市は第3次振興計画を策定し、図書館の建設計画を盛り込んだ。翌1986年（昭和61年）には社会教育課に図書館準備係を1人置き、図書館建設審議会（5回開催）による図書館建設位置や規模の検討、県内4館（真岡市立図書館・上三川町立図書館・栃木市図書館・大平町立図書館）の視察、設計コンペ、建設工事入札と進み、9月10日に着工した。設計監理費は1180万円、工費は3億7880万円で、1987年（昭和62年）3月25日に竣工し、市へ引き渡された。4月1日、図書館準備係が図書館に改称したことで、組織としての黒磯市図書館が発足し、書架や図書の購入手続きを進め、7月25日に読書室・会議室のみ先行して開放した。全館開館となったのは、10月17日の落成式以降である。
開館後直ちに、移動図書館の検討に入り、1988年（昭和63年）3月16日に公募の結果、名称を「さわやか号」に決定し、5月18日より市内12ステーションの巡回を開始した。1989年（平成元年）4月、さわやか号のステーションを14か所に増やし、貸出冊数も1人3冊から5冊に変更、ビデオの貸し出しを開始した。1989年（平成元年）度の蔵書数は89,079冊（うち児童書は21,069冊）で、開館時間は10時から18時まで（月曜日は13時まで）、休館日は火曜日、祝日、第3日曜日、第1・第3日曜日の翌日であった。その後、休館日は月曜日、火曜日、祝日に変更され、年末年始には9連休を取ったため、「休館が長すぎる」と非難を浴び、2000年（平成12年）4月より火曜日が開館日に改められた。
2001年（平成13年）6月に公式ホームページを開設し、2003年（平成15年）2月からはホームヘルパーを介して高齢者に本を貸し出すサービスを開始した。2005年（平成17年）1月1日に黒磯市は那須郡西那須野町・塩原町と合併して那須塩原市となり、黒磯市図書館から那須塩原市黒磯図書館に改称した。
2012年（平成24年）4月1日、指定管理者制度を導入し、大高商事・大新東ヒューマンサービス・藤井産業共同事業体の管理運営に移行した。これに伴い、祝日に開館するようになった。同年4月23日、子どもの読書活動優秀実践図書館として文部科学大臣表彰を受けた。
2020年（令和2年）1月31日に貸し出しを終了し、以降は自習スペースの開放などを続け、3月31日に黒磯図書館が閉館した。閉館を前に、1月25日と1月26日に利用者への感謝を伝えるイベントを開催した。
2021年（令和3年）8月には解体工事の入札が行われ、解体された。

### 新館（2020- ）
新館の設計は2016年（平成26年）4月から1年をかけて行われ、2017年（平成29年）12月に着工、2020年（令和2年）1月に完工した。設計・監理費用は1億4513万400円、工費は24億1499万3千円である。2019年（令和元年）9月26日、新館の正式名称を「那須塩原市図書館」とし、私語や館内での撮影の許可などのルールを発表した。当初は2020年（令和2年）7月1日にみるるを開館する予定であったが、新型コロナウイルスの感染拡大防止のため延期され、8月1日から予約本の受け取りなどに限定して業務を開始し、9月1日に開館した。開館当日は関係者約15人によるオープニングセレモニーを開催し、「みるる」のロゴマークが披露された。
感染症対策として、開館から当面の間、閲覧席・学習室の使用禁止と開館時間の短縮が実施された。段階的に制限を緩和していき、11月からはほぼ通常化し、利用者数も増えていった。館長によれば、11月の来館者数は旧館時代の2倍近くになったといい、2021年（令和3年）度の入館者数は298,837人と、2019年（令和元年）度の黒磯図書館の入館者数140,840人から2倍以上になった。同じく貸出人数は40%、貸出点数は22%増加した。入館者数に対して貸出人数は4分の1に満たないことから、本を借りる以外の目的で来館した人が大勢を占めたと見られ、図書館側は交流拠点として機能していることに手ごたえを感じたという。
2022年（令和4年）8月12日、フジテレビ系列の朝の情報番組『めざましテレビ』で、みるるが「全国の図書館スポットTOP5」の第5位として紹介された。同年9月1日、みるるの多目的ホールとアクティブラーニングスペースに対し、命名権（ネーミングライツ）パートナーの募集を開始した。多目的ホールの命名権は経営コンサルタント業を営むサクシードが取得し、2023年（令和5年）9月1日から「サクシード・ツグナラホール」の名称を使用開始した。施設全体ではなく、一部に対して命名権パートナーを募集したのは栃木県初の試みであったので、サクシード・ツグナラホールが栃木県の第1号となった。

## 利用案内
愛称の「みるる」は、那須塩原市立黒磯中学校の生徒が名付けたもので、「多くの人に見に来てほしい」という願いを込めたものである。座席数408席は、栃木県の図書館で最も多い。ふた付きの容器であれば、飲料の持ち込みが可能である。館内での会話は許可されているが、声が大きいと職員が注意することがある。
みるるは那須塩原市の直営で、図書の管理などの一部業務は民間委託している。委託の契約期間は2025年（令和7年）3月31日までで、契約満了以降に指定管理者制度導入を視野に入れている。
- 開館時間：10時から21時まで
  - 土日祝日は18時まで。
- 休館日：月曜日（祝日の場合は翌平日に休館）、年末年始、特別整理期間
- 貸出制限：那須塩原市に居住・通勤・通学する者または大田原市、矢板市、那須郡那須町、福島県白河市に居住する者。
- 貸出可能点数：図書・雑誌・紙芝居=15点、視聴覚資料（CD・DVD等）=5点
  - 市内図書館・公民館での合計数
- 貸出可能期間：2週間（予約多数の視聴覚資料は1週間、延長は1回可）
- 返却場所：図書館カウンター（市内図書館・公民館いずれでも可）、返却ポスト（市内3図書館に設置）
  - みるるにはCD・DVD専用返却ポストがある。
- 予約、リクエスト、複写、レファレンスサービス、オンラインデータベース（下野新聞データベースPlus日経テレコン・D1-Law.com）、ハンディキャップサービスが利用可能。

### 市内の図書館・図書室
那須塩原市には、那須塩原市図書館の他に2つの図書館と14のサービスポイント（公民館）がある。
| 館名           | 所在           | ISIL       |
| -------------- | -------------- | ---------- |
| 西那須野図書館 | あたご町2-3    | JP-1000525 |
| 塩原図書館     | 関谷1266-4     | JP-1000526 |
| 黒磯公民館     | 桜町1-5        |            |
| 厚崎公民館     | 上厚崎500-1    | JP-1007134 |
| 稲村公民館     | 若草町117-1    |            |
| とようら公民館 | 東豊浦23-110   | JP-1007135 |
| 鍋掛公民館     | 鍋掛531        | JP-1007137 |
| 東那須野公民館 | 東小屋474-11   | JP-1007138 |
| 高林公民館     | 箭坪347        | JP-1007139 |
| 西那須野公民館 | 太夫塚1-194-78 | JP-1007128 |
| 狩野公民館     | 槻沢231        | JP-1007129 |
| 南公民館       | 二区町401      | JP-1007130 |
| 西公民館       | 四区町661      | JP-1007131 |
| 三島公民館     | 東三島6-337    | JP-1007132 |
| 大山公民館     | 下永田8-7-86   | JP-1007133 |
| 塩原公民館     | 中塩原1-2      | JP-1007140 |